# Raikod

Raikod é uma comunidade localizada em Andhra Pradesh.